# Belvedere (arquitectura)

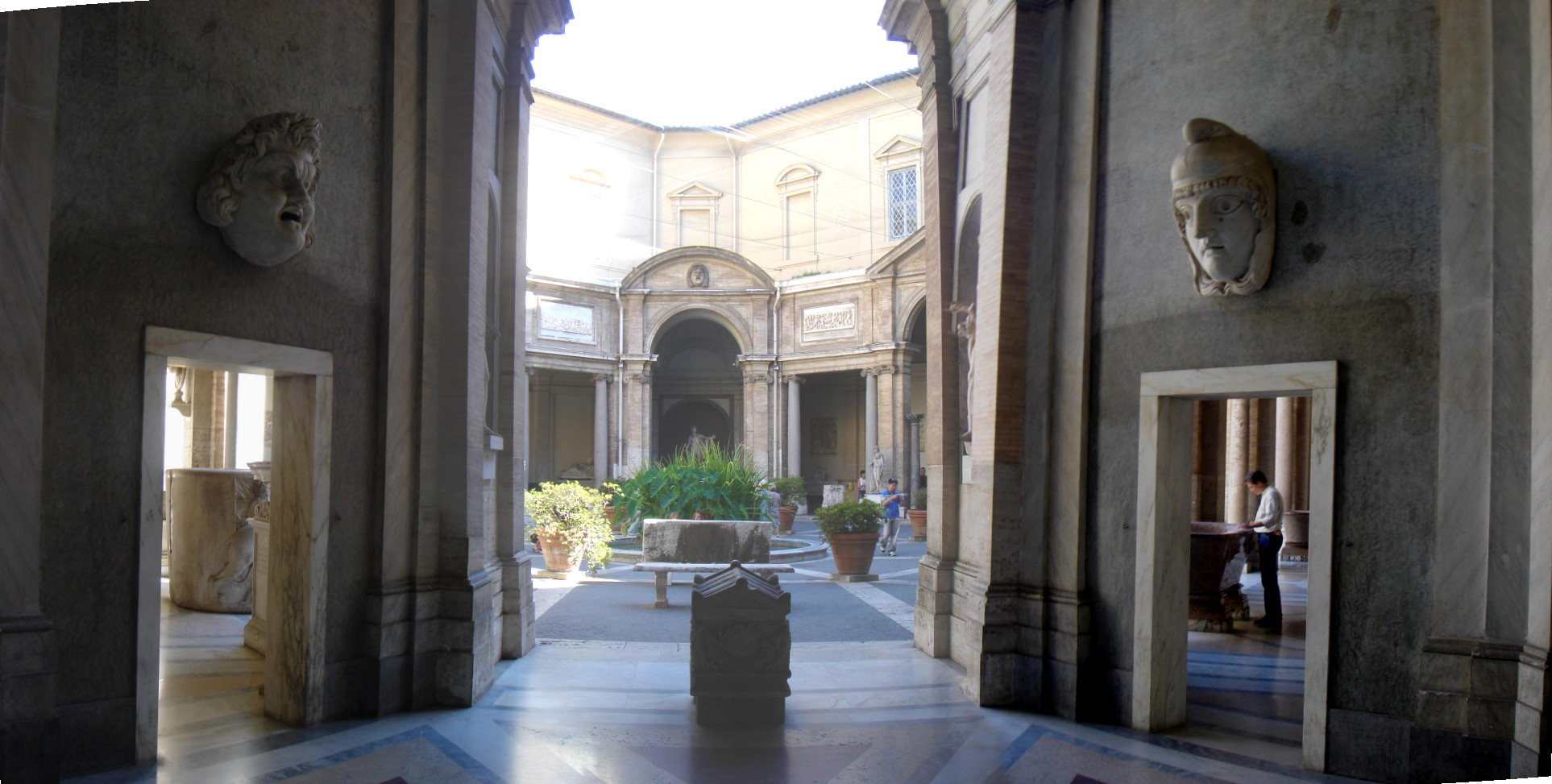
Patio del Belvedere en la Ciudad del Vaticano.

Belvedere (ocasionalmente, Belvidere) es un término arquitectónico tomado del italiano que significa "bella vista" que se refiere a cualquier clase de estructura arquitectónica (un cenador, mirador o galería) situada de manera que pueda tenerse esa vista. Un belvedere puede construirse en la parte superior de un edificio de manera que se tenga esa vista. La estructura en sí del belvedere puede adoptar cualquier forma, puede ser una torrecilla, una habitación con techo abovedado o una galería abierta (en italiano, una altana). 

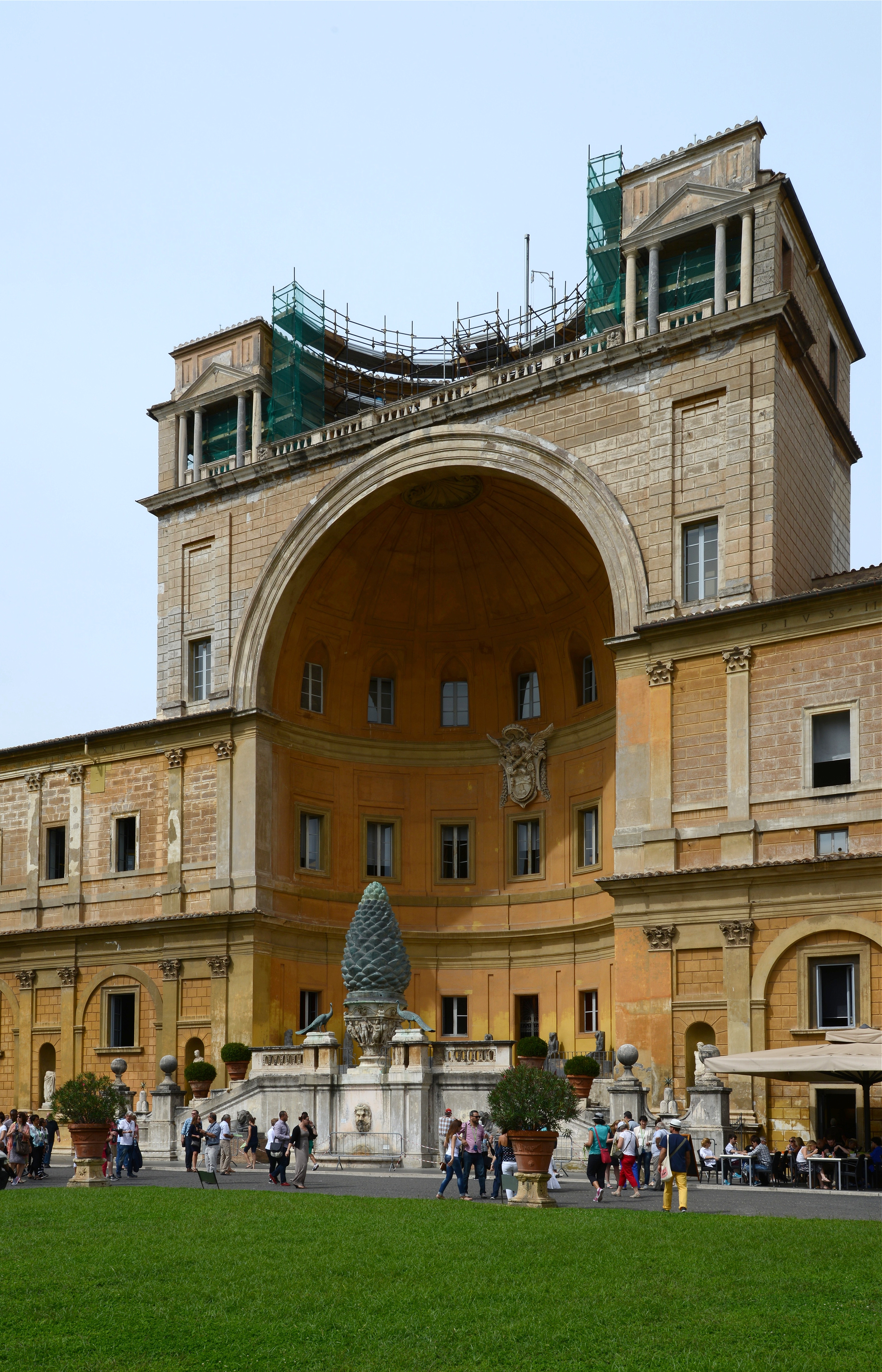
Detalle arquitectónico de Donato Bramante.

Sobre la colina sobre el Palacio Apostólico, Antonio Pollaiuolo (1432-1498) construyó un pequeño casino (en el sentido prístino de este otro italianismo: una pequeña casa)  llamado el palazzetto o el Belvedere para el Papa Inocencio VIII. Algunos años más tarde, Donato Bramante unió el Palacio Apostólico con el Belvedere, a petición del papa Julio II creando el Cortile del Belvedere ("Patio del Belvedere"), en el que estuvo el Apolo de Belvedere, entre otras famosas esculturas antiguas. De esta manera comenzó la moda en el siglo XVI por el "belvedere."